# Bergeracois
Das Bergeracois ist eine traditionsreiche französische Landschaft im Südwesten des Départements Dordogne. Sein Zentrum ist die Stadt Bergerac in der Region Nouvelle-Aquitaine. Es ist in etwa deckungsgleich mit dem touristischen Begriff Périgord pourpre.

## Geographie

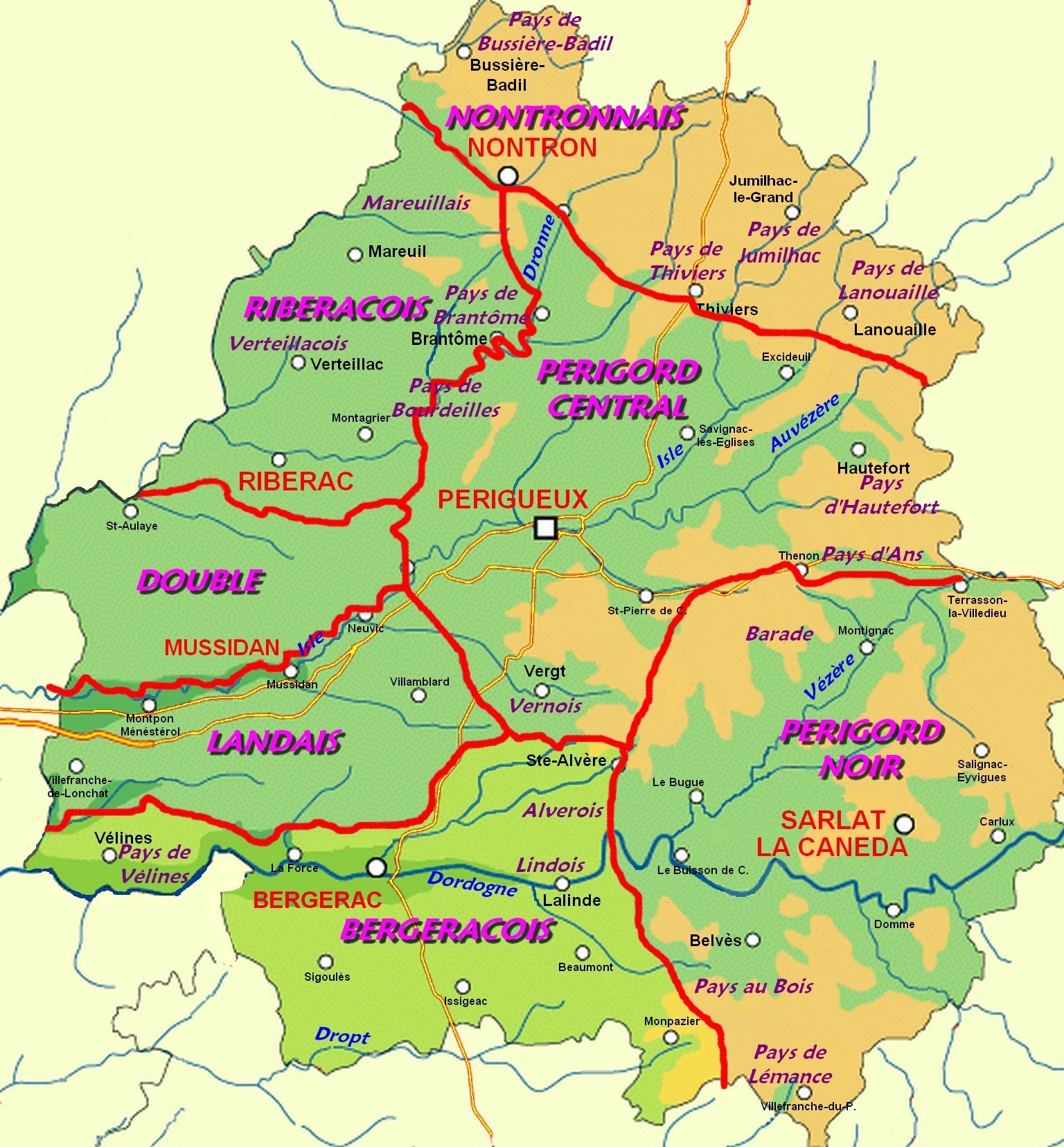
Lagekarte des Bergeracois (in Gelb) im Département Dordogne

Das Bergeracois wird von folgenden Landschaften umgeben:
- dem Landais und dem Périgord central im Norden
- dem Périgord noir im Osten
- dem Haut-Agenais im Süden
- dem Entre deux mers im Westen.

Weitere landschaftliche Unterteilungen im Bergeracois sind:
- das Alverois
- das Lindois
- das Pays de Vélines

Der topographisch niedrigste Punkt des Bergeracois mit 5 Meter befindet sich an der Dordogne im äußersten Westen, höchste Punkte liegen mit 231 Meter bei Sainte-Alvère im Nordosten und mit 273 Meter bei Soulaures an der Südostgrenze.

### Verwaltung

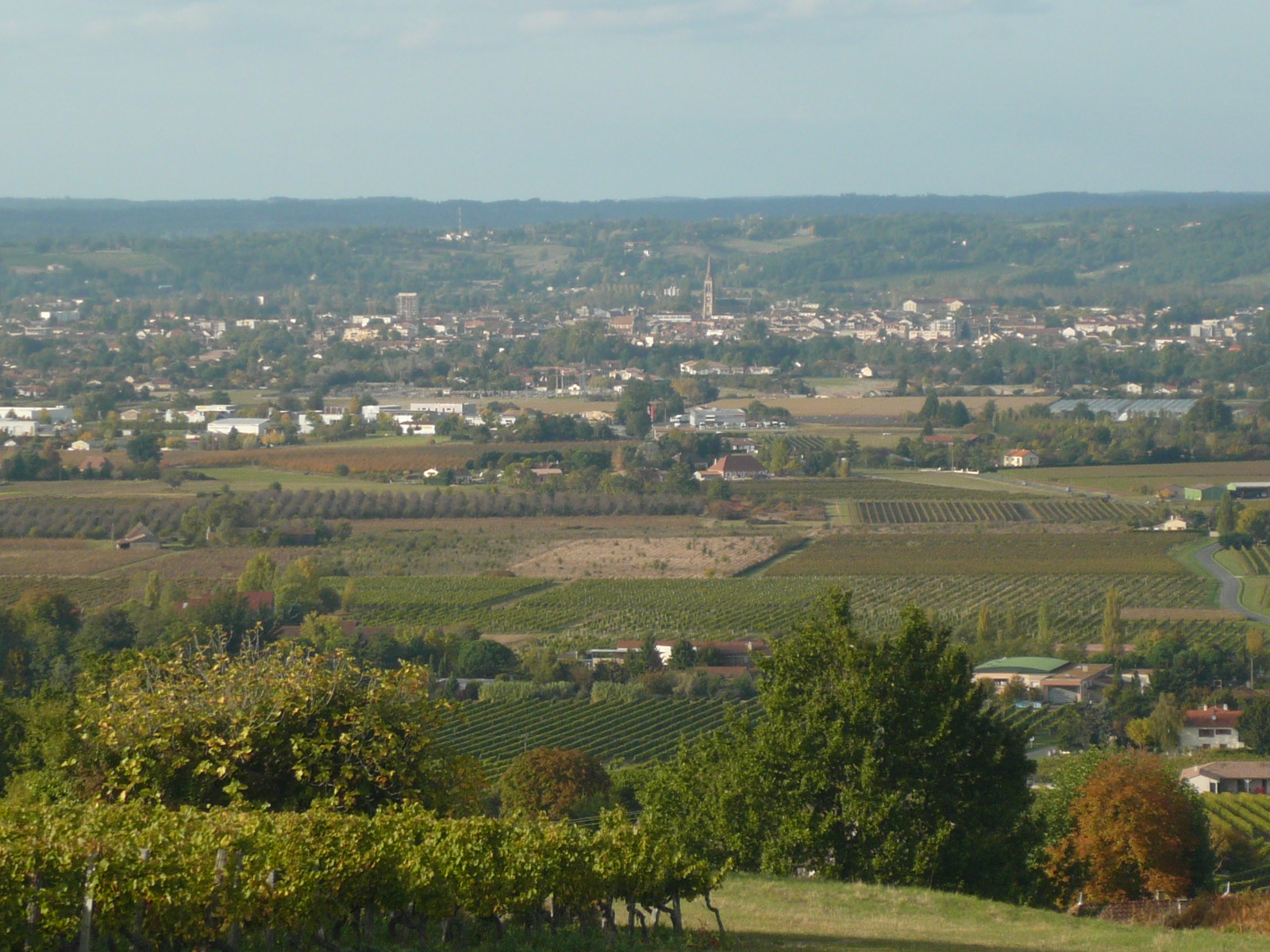
Blick auf Bergerac von Süden, im Hintergrund erhebt sich der Landais.

Das Bergeracois gehört zum Arrondissement Bergerac des Départements Dordogne. Zuständige Gemeindeverbände sind die Communauté de communes des Bastides Dordogne-Périgord, die Communauté de communes des Portes Sud Périgord, die Communauté de communes de Montaigne Montravel et Gurson sowie der städtische Verbund Communauté d’agglomération Bergeracoise.

## Hydrographie
Das Bergeracois wird in seiner Nordhälfte von der nach Westen entwässernden Dordogne durchflossen. Nebenflüsse der Dordogne sind rechtsseitig der Caudeau mit seinem linksseitigen Nebenfluss der Louyre, der Eyraud und die Lidoire sowie linksseitig die Couze, die Gardonnette und der Seignal. Die rechtsseitigen Nebenflüsse entwässern generell nach Südwesten, wohingegen die linksseitigen Nebenflüsse nach Nordwesten drainieren. Lidoire und Seignal sind Grenzflüsse zum Département Gironde. Der nach Westen zur Garonne abfließende Dropt bildet in etwa die Südgrenze des Bergeracois zum Département Lot-et-Garonne.

## Geologie
Geologisch stellt das Bergeracois einen Teil des Aquitanischen Beckens dar. Es wird hauptsächlich von Formationen der Oberkreide, des Tertiärs und des Quartärs bedeckt. Der Ostabschnitt wird – abgetrennt durch eine Diskordanz vom auflagernden Tertiär – von kalkigen Sedimenten der marinen Oberkreide aufgebaut. Der Westabschnitt wird von kontinentalem Detritus des Tertiärs beherrscht.
Nachdem sich der Atlantik am Ende der Oberkreide vollständig zurückgezogen hatte, fiel die Kalkplattform starker Verwitterung anheim und verkarstete. Ab dem Untereozän bis ins Oligozän installierten sich auf dem trocken gefallenen Schelf große Inlanddeltas und Schwemmebenen, die aus dem Massif Central mit intensiven Verwitterungsprodukten wie granitischen Sanden und Tonen gespeist wurden. Ab dem Obereozän entstanden dann im westlichen und südlichen Bergeracois kleinere Seen, in denen Karbonate sich mit detritischen Molasseschüttungen abwechselten. Im Quartär schließlich bildete sich das heutige Flussnetz heraus, wobei im Tal der Dordogne bis zu neun Terrassen angelegt wurden. Die periglaziale Verwitterung modellierte im Verlauf der aufeinander folgenden Eiszeiten die Talhänge. Auch die Verkarstung der Oberkreide schritt selbst unter der tertiären kontinentalen Bedeckung weiter fort und dürfte bis auf den heutigen Tag wirksam sein.
Die Oberkreide umfasst Campanium (Campanium 3) bis Maastrichtium. Das Tertiär reicht vom Untereozän bis zum Oberoligozän. Nach der Schichtlücke des Miozäns wurden im Pliozän die letzten feldspatreichen Flusssande eingeschwemmt. Während des Quartärs entstanden auf den Plateaus und den Hanglagen ausgedehnte kolluviale Alterite, die den eigentlichen Schichtverband oft weitgehend maskieren. Im Tal der Dordogne wurden Schotterterrassen angelegt, deren älteste, noch vor der Mindel-Kaltzeit gebildete Terrasse, 90 bis 100 Meter über dem jetzigen Niveau der Dordogne liegt.

## Geschichte

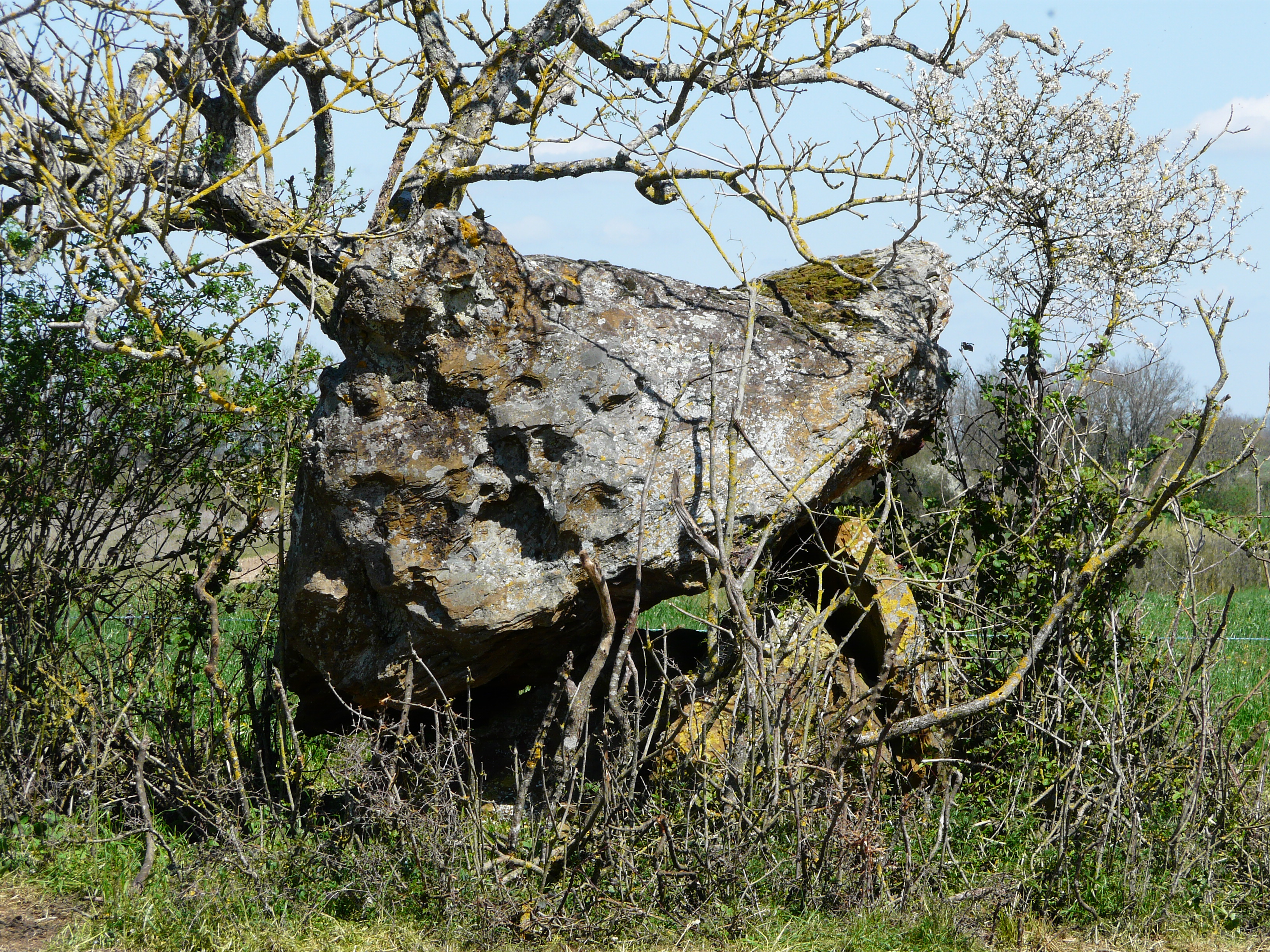
Dolmen Peyre Nègre bei Beaumont-du-Périgord

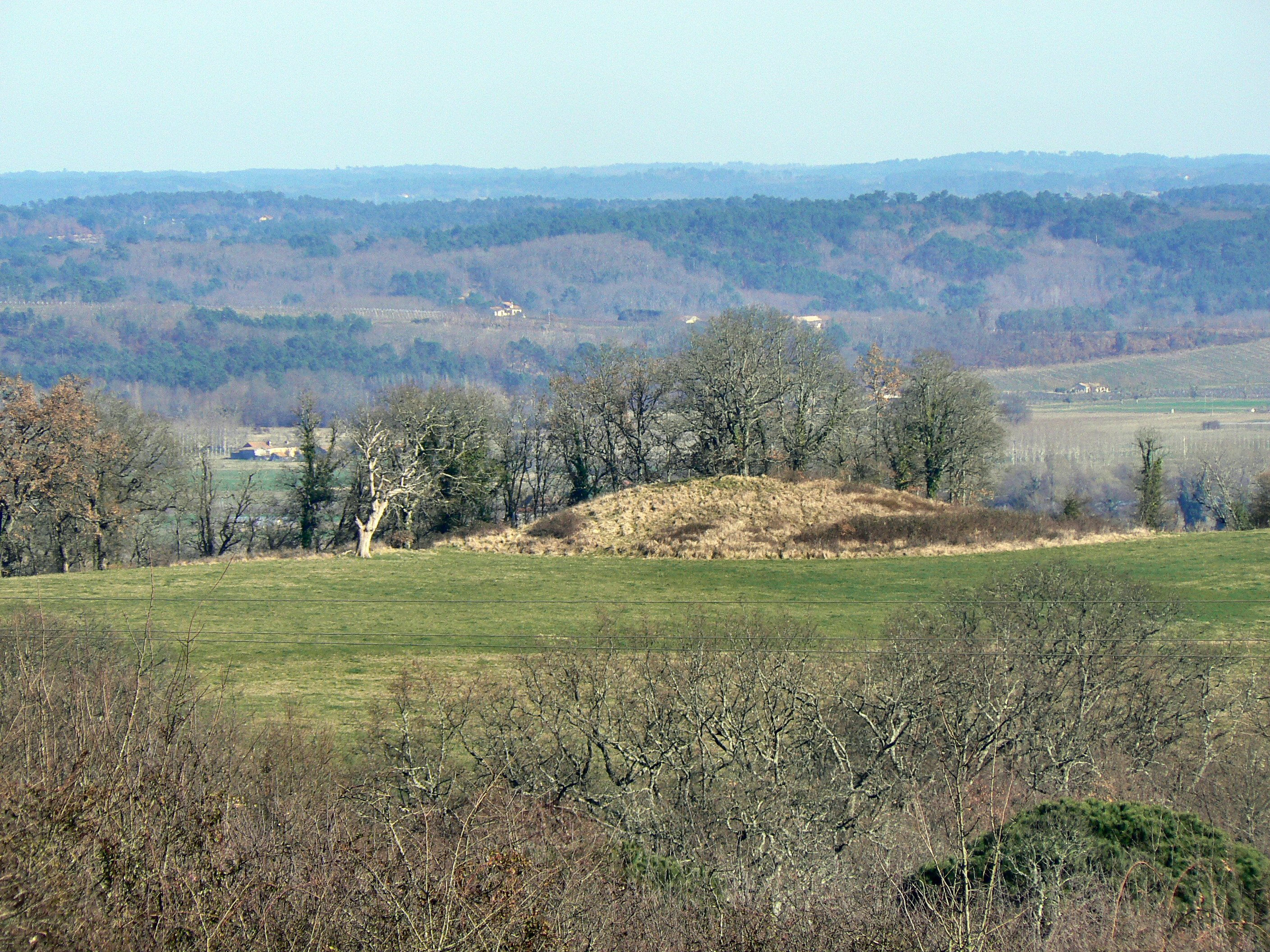
Eisenzeitlicher Grabhügel bei Le Fleix

In etwa vergleichbar mit dem Périgord noir besitzt auch das Bergeracois eine reichhaltige Frühgeschichte. Aufgrund des Mangels an Felsüberhängen (Abris) und Höhlen sind die Fundstätten jedoch überwiegend im Freien angesiedelt. Für die prähistorischen Menschen war das Bergeracois wegen seines Reichtums an Feuersteinknollen (Silex) hoher Qualität von großer Bedeutung. Dieses wertvolle Rohmaterial wurde bis auf eine Entfernung von 100 Kilometer auf Nordaquitanien verstreut gefunden. 
Erste menschliche Spuren stammen im Bergeracois aus dem mittleren Acheuléen. Es folgen Artefakte aus dem Moustérien, Périgordien mit Aurignacien und Magdalenien. Das Mesolithikum fehlt, dafür ist das Neolithikum sehr reichhaltig an Steinartefakten und ersten Keramikresten. Es erscheinen außerdem erste echte Wohnstätten mit den dazugehörigen Feuerstellen. 
Aus der Megalithzeit sind im Bergeracois zahlreiche Galeriegräber (Allées Couvertes), Dolmen, Menhire, Cromlechs und Polissoire erhalten. Beispiele finden sich unter anderem in den Gemeinden Baneuil (Dolmen Tranche du Saumon), Beaumont-du-Périgord (Dolmen Peyre  Nègre), Capdrot (Menhire Claud, La Motte, Péchegut und Peyrecourt sowie Cromlech  Le Roc Pointu), Lanquais, Liorac-sur-Louyre (Dolmen Roc Leva), Marsalès (Allée Couverte l’Oustal del Loup), Nojals-et-Clotte (beeindruckende Allée Couverte Peyrelevade), Saint-Cassien (Allée Couverte La Courrège und Polissoir Les Charrieux), Saint-Félix-de-Villadeix und Saint-Marcory (Menhir Pierre Grande).
Eisenzeitlich dürfte ein Grabhügel (Tumulus) bei Le Fleix sein.
Aus der Römerzeit sind Spuren der Römerstraße Lyon-Bordeaux vorhanden, zu sehen in der Gemeinde Liorac-sur-Louyre. Hier wurden auch Überreste von römischen Dachziegeln und Amphoren gefunden. Die Römerstraße Agen-Périgueux ist ebenfalls dokumentiert, wie der Fund eines Meilensteins südlich von Issigeac belegt. Im Jahr 1994 wurden ebenfalls in Issigeac Reste gallorömischer Thermen des 4. Jahrhunderts frei gelegt. Bei Montcaret wurde eine römische Villa aus dem 1. oder 2. Jahrhundert entdeckt. Sie enthielt Mosaiken und ein Schwimmbad. Auch in den Gemeinden Le Fleix und Port-Sainte-Foy-et-Ponchapt (gallo-römische Villa des 1. Jahrhunderts) kamen römische Reste zum Vorschein.
Während der Völkerwanderung fielen die Westgoten im Bergeracois ein und zerstörten die Thermen von Issigeac. Später legten hier die Merowinger eine Nekropole an.
Im 13. Jahrhundert wurden im Bergeracois Bastiden gegründet, Beispiele sind Beaulieu (1284), Beaumont-du-Périgord (1272), Eymet (1270), Lalinde (1267), Molières (1284), Monestier (1284) und Monpazier (1284). Es handelt sich um Gründungen des englischen Königs Eduard I., der hierdurch seine Besitzungen in der Gascogne absicherte.
Im Hundertjährigen Krieg (1337–1453) war das Bergeracois stark zwischen Engländern und Franzosen umkämpft. 
Da sich 1561 die Barone von Biron, Bergerac und Eymet dem Protestantismus angeschlossen hatten, wurde die Region sehr in die sich über Jahrzehnte hinziehenden Hugenottenkriege (1562–1598) verwickelt. Das Bergeracois war im ausgehenden 16. Jahrhundert zu einer protestantischen Hochburg herangewachsen mit mehrheitlich protestantischer Bevölkerung. Zwei zeitweilige Friedensschlüsse wurden im Bergeracois ausgehandelt – der Friede von Bergerac im Jahr 1577 und der Friede von Fleix im Jahr 1580.
In der Guyenne kam es ab 1635 zu Aufständen der Croquants, die auch das Bergeracois in Mitleidenschaft zogen. Die Entscheidungsschlacht, in der die Bauern schließlich besiegt wurden, fand am 1. Juni 1637 unweit von Eymet bei La Sauvetat-du-Dropt statt.

## Photogalerie

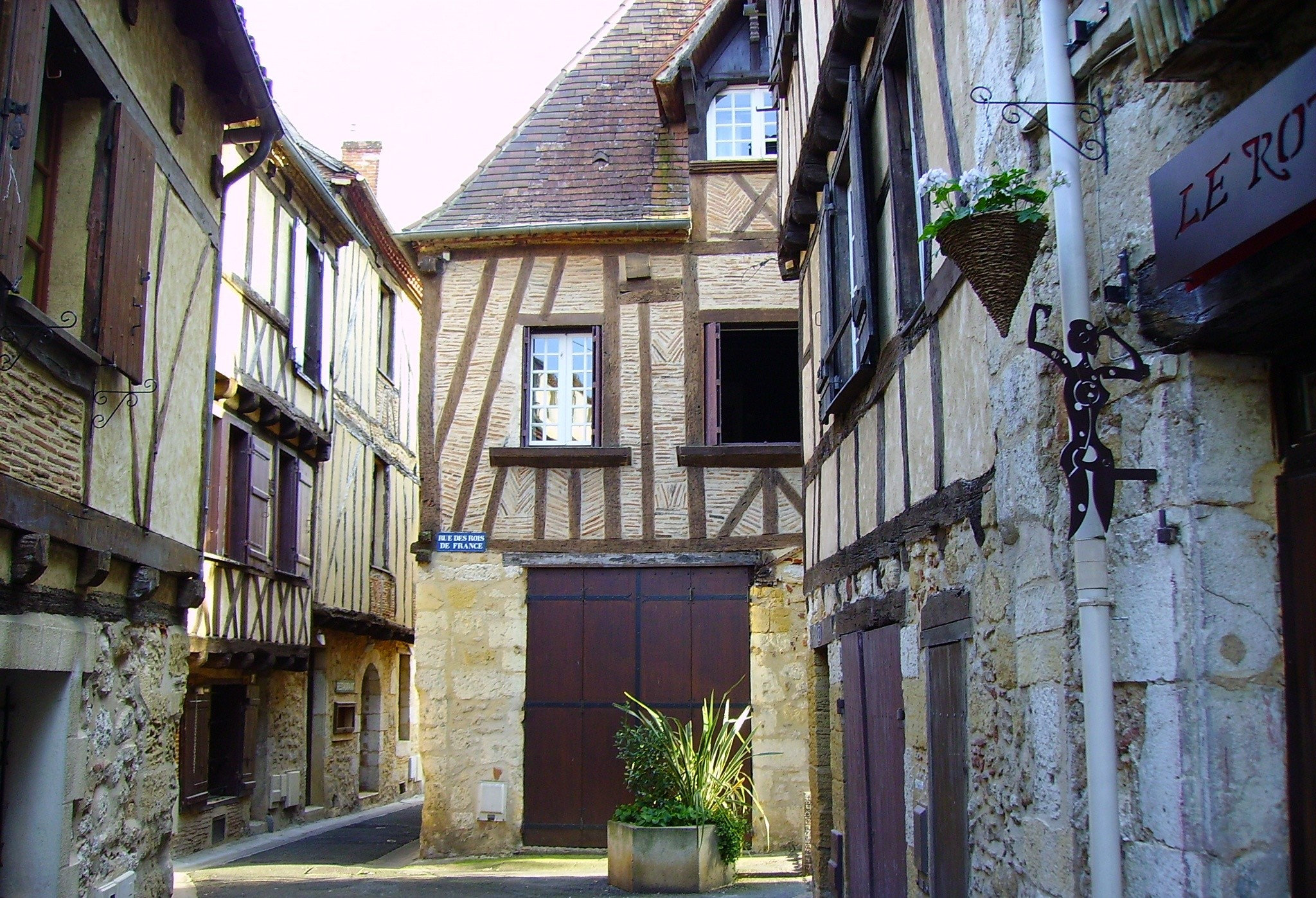
Altstadt von Bergerac
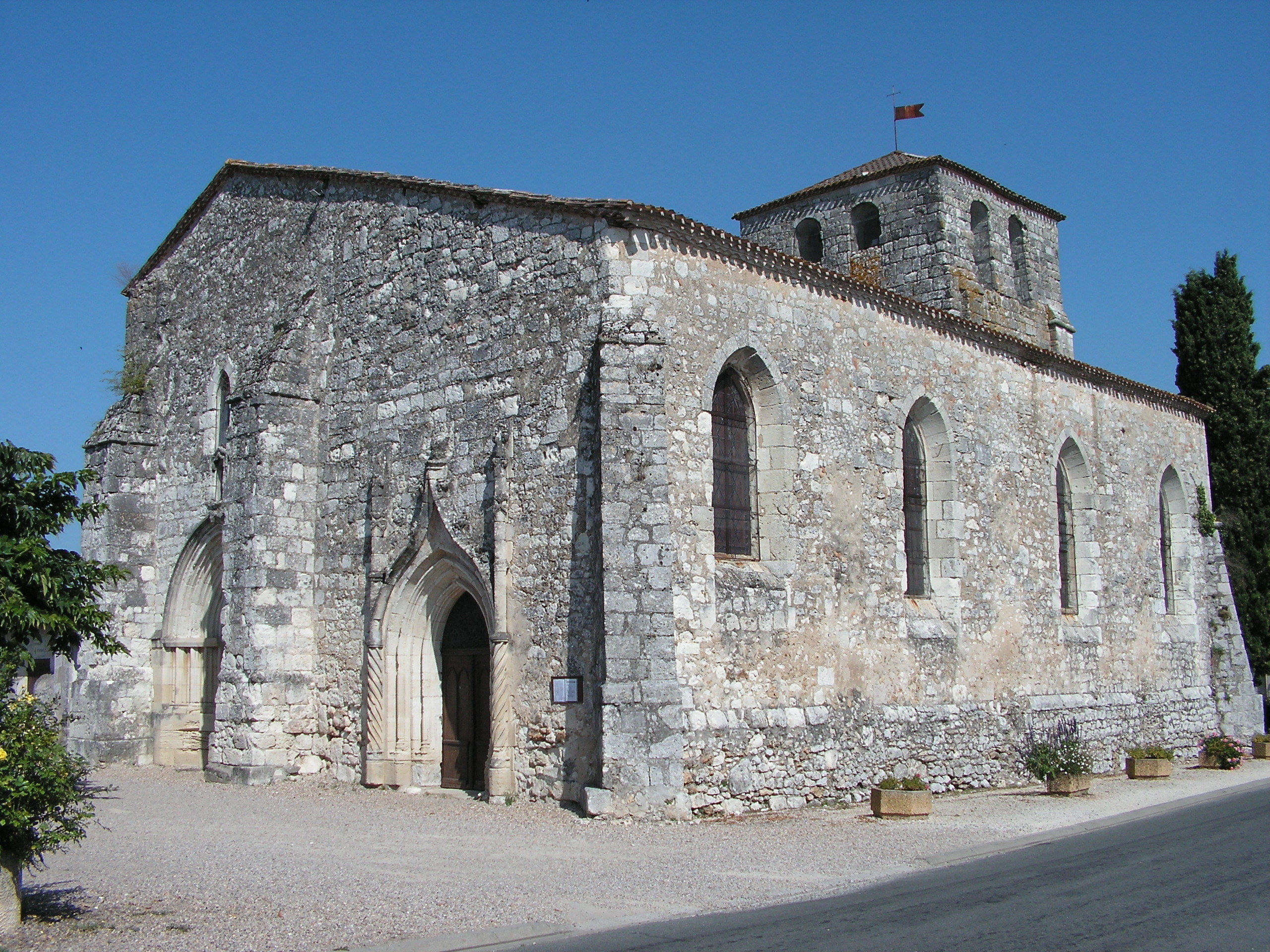
Kirche Saint-Martin in Vélines
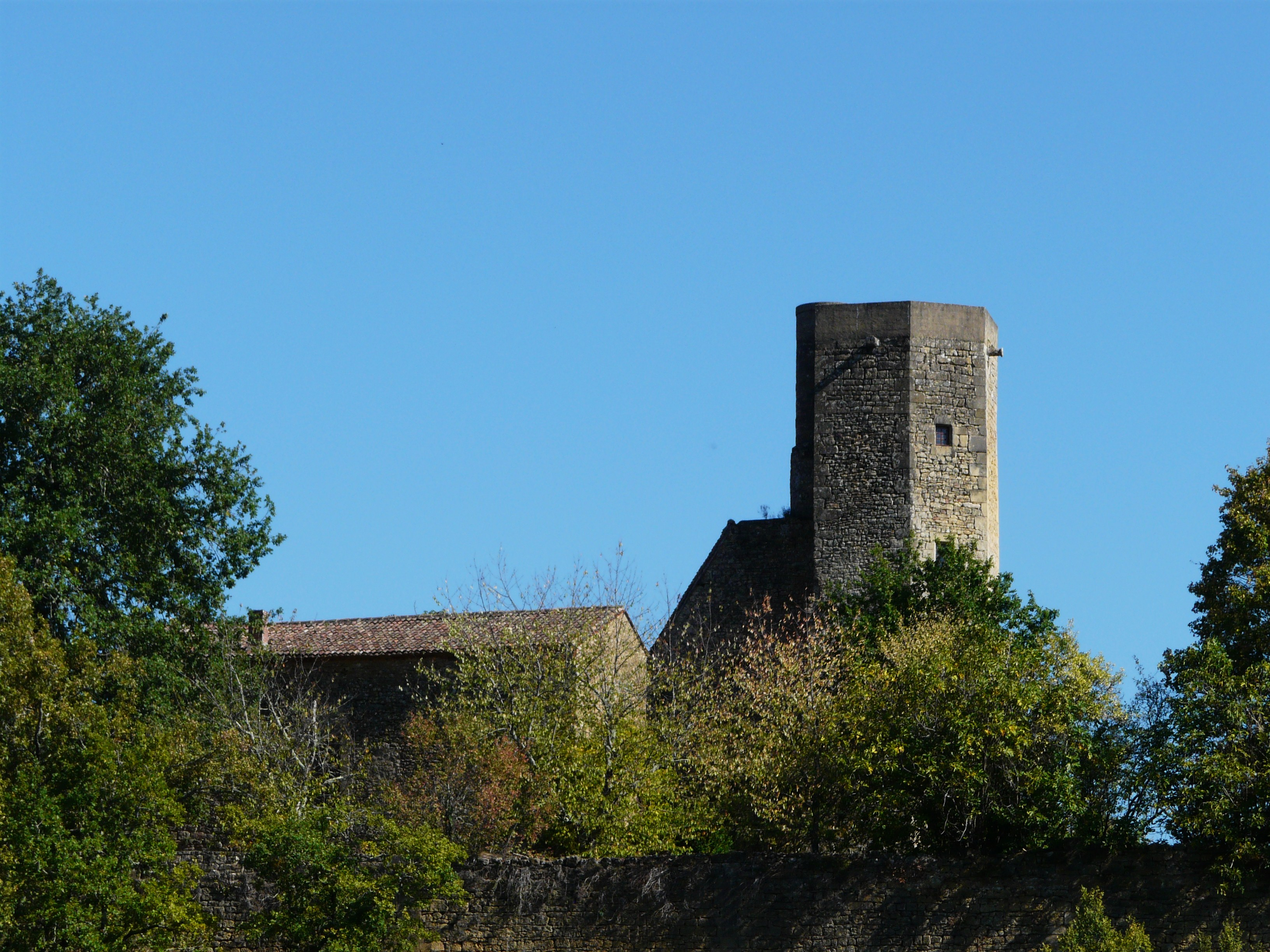
Schlossturm La Rue in Lalinde
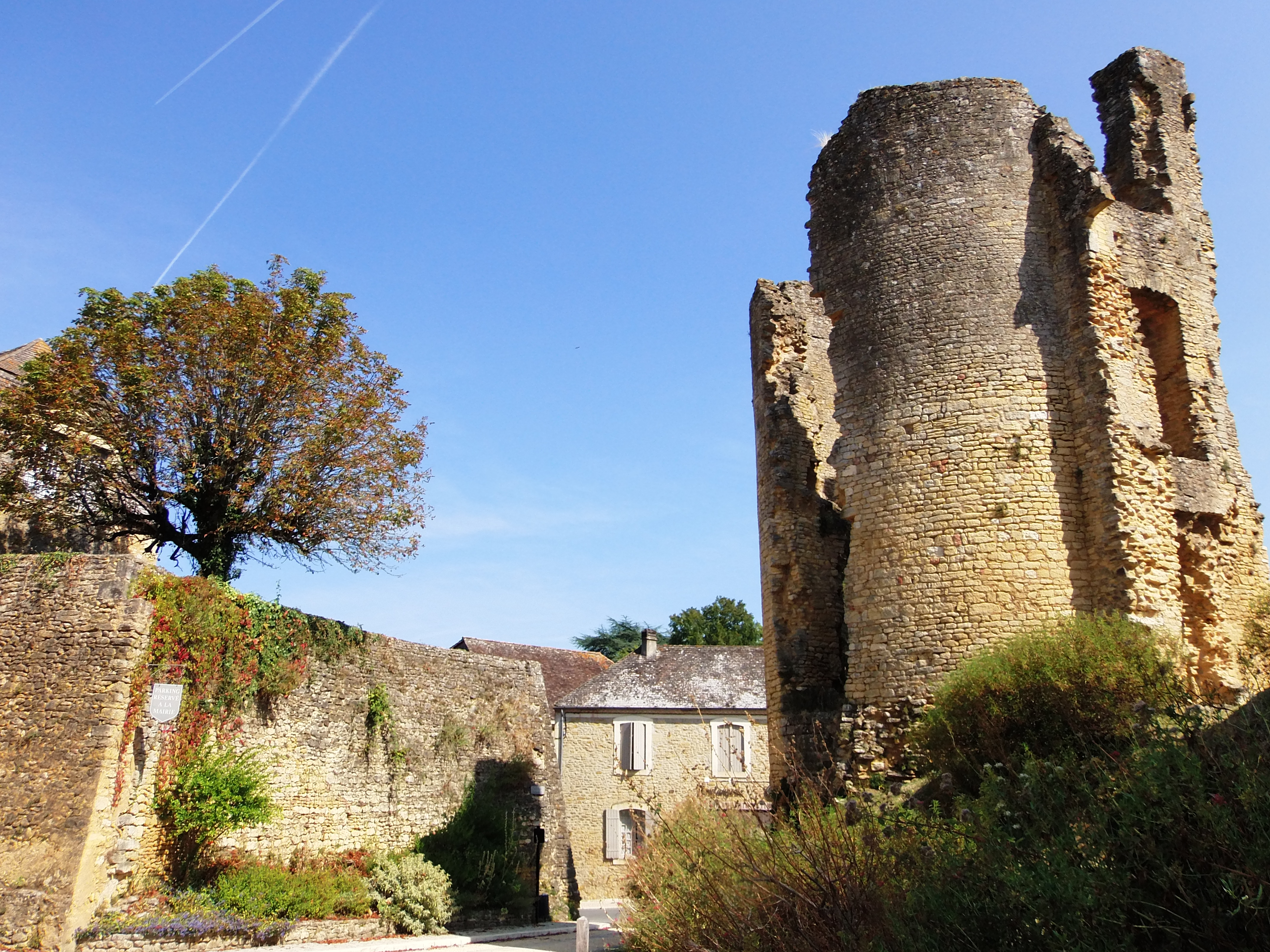
Donjon von Saint-Alvère
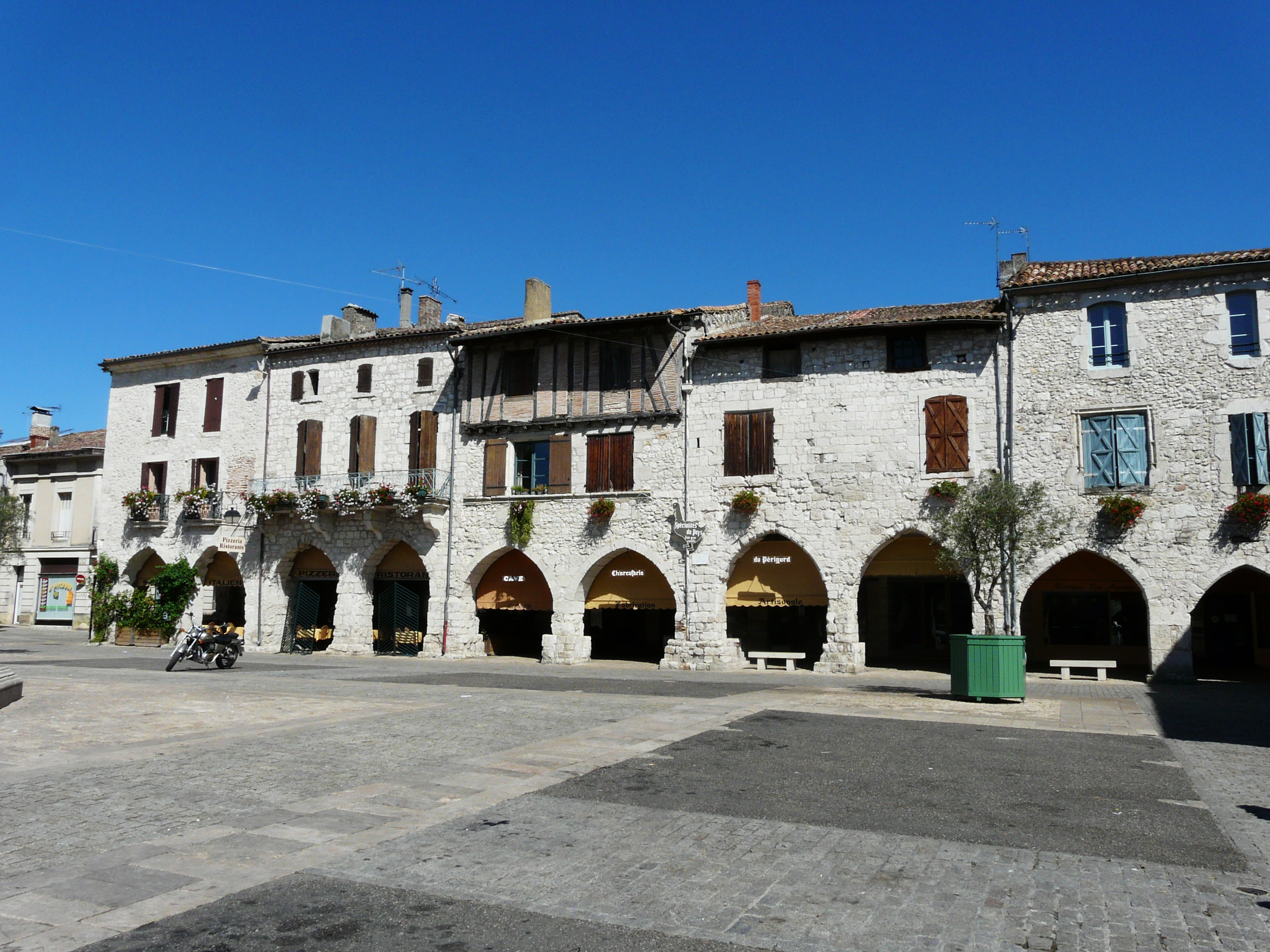
Die Arkaden von Eymet
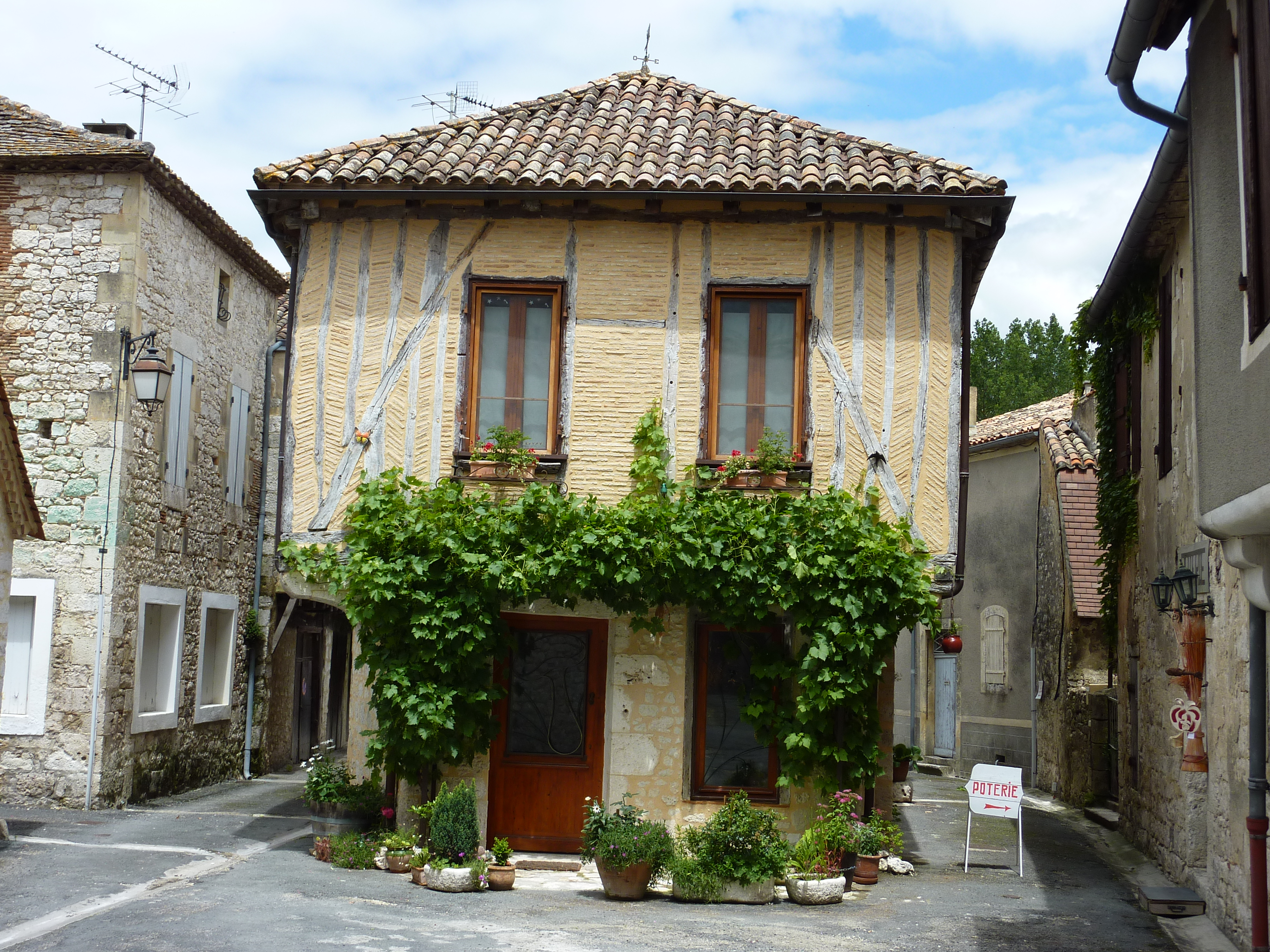
Altstadt von Issigeac
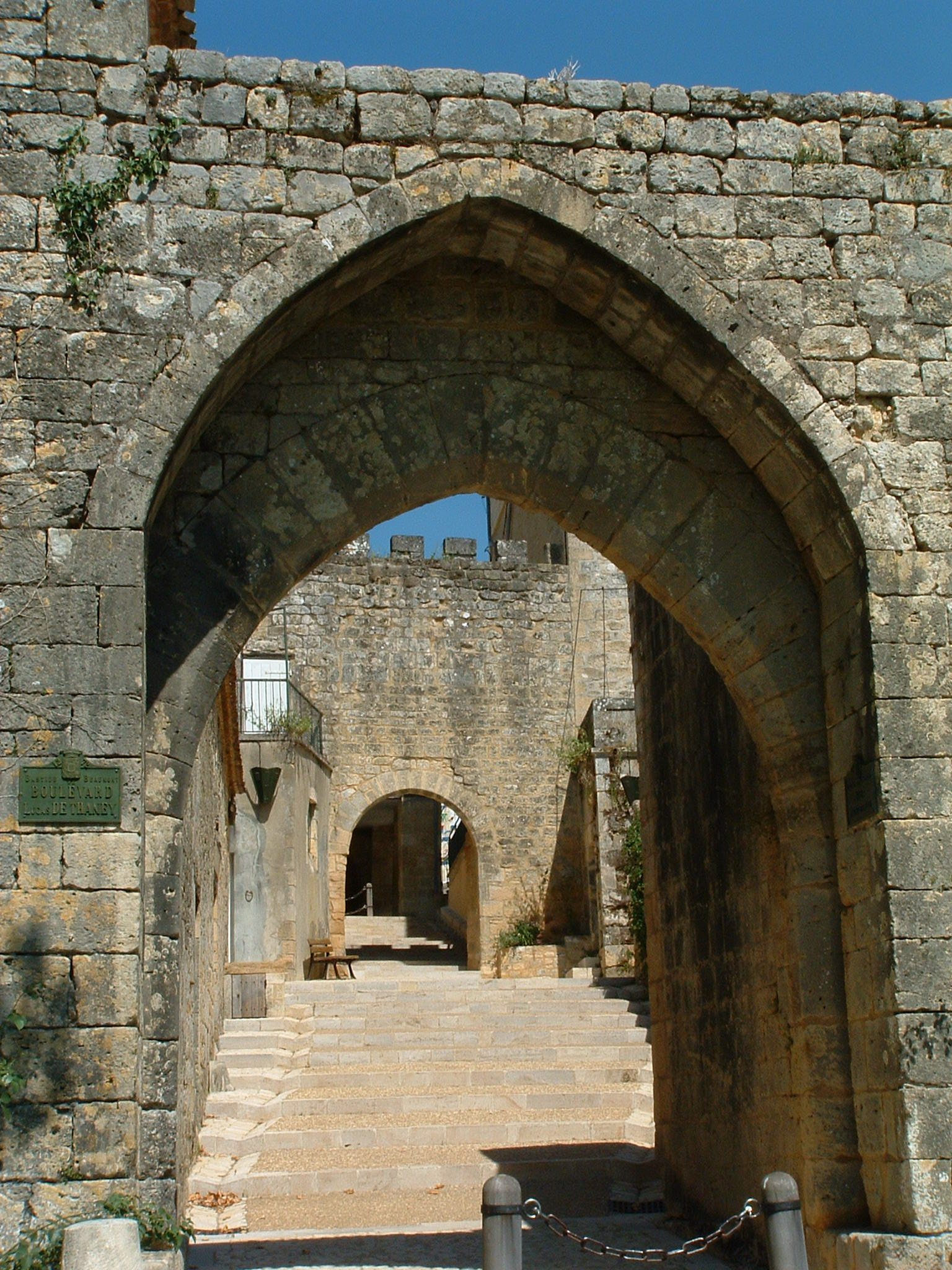
Porte de Lusies in Beaumont-du-Périgord
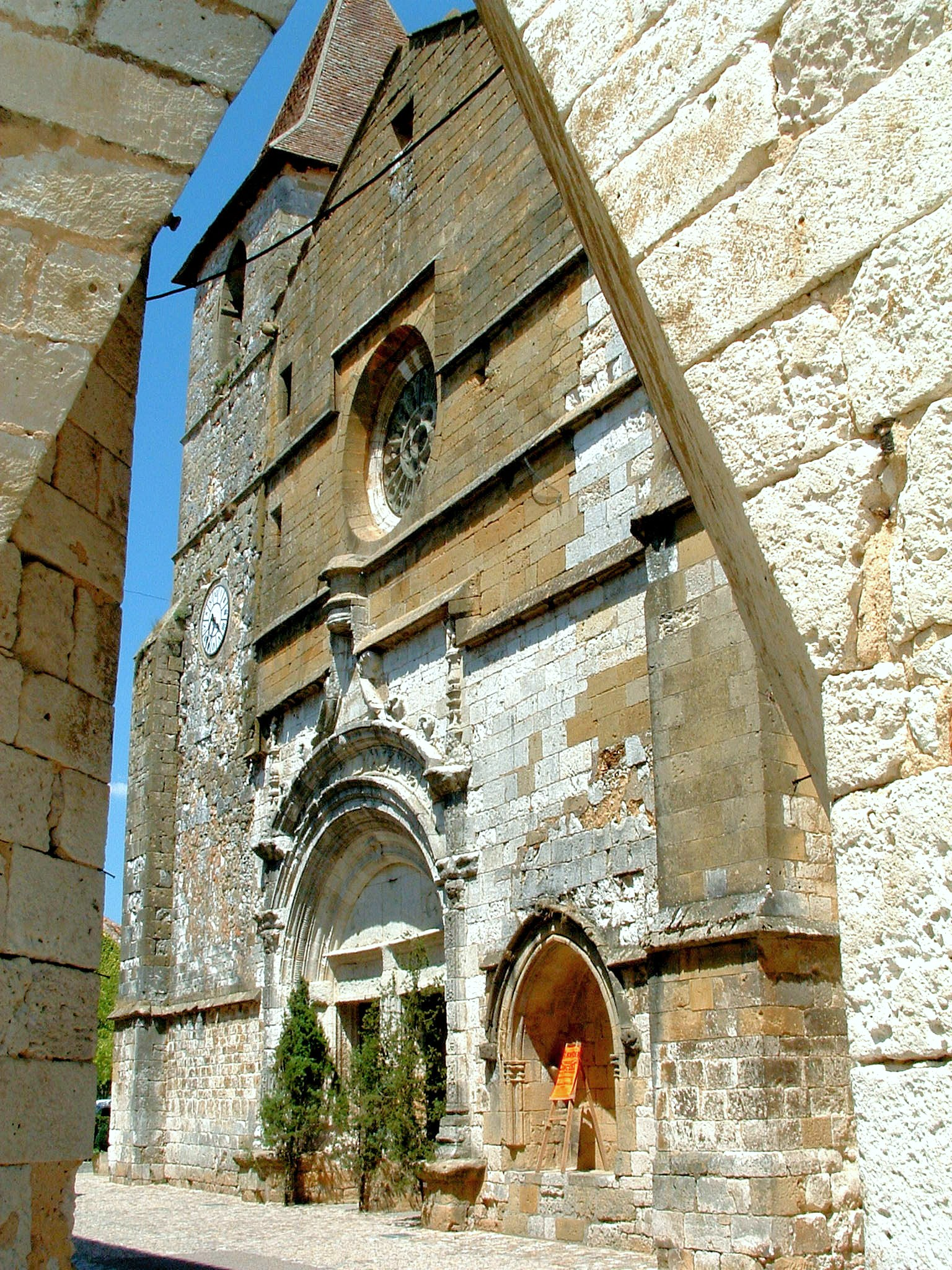
Kirche Saint-Dominique in Montpazier